# Sassonia-Anhalt

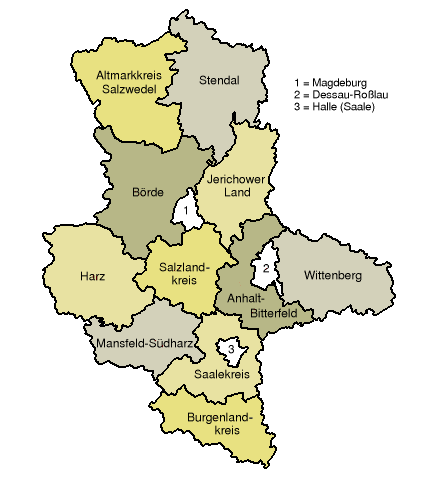
I circondari dal 1º luglio 2007

La Sassonia-Anhalt (in tedesco: Sachsen-Anhalt) è uno dei sedici Stati federati (Bundesländer) della Germania, con capitale Magdeburgo. Fino al 3 ottobre 1990, il suo territorio faceva parte della Repubblica Democratica Tedesca.

## Geografia fisica
Situato nel nord-est della Germania centrale, è l'ottavo per estensione (dal 1996) e il decimo per popolazione tra i sedici Bundesländer. Confina con la Bassa Sassonia a nord-ovest, il Brandeburgo ad est, la Sassonia a sud-est e la Turingia a sud-ovest.
Gran parte del territorio dello stato è pianeggiante e sfruttato dall'agricoltura, ma nel sud-ovest si trova la parte orientale dei monti Harz. Il fiume principale della Sassonia-Anhalt è l'Elba, che scorre attraverso lo stato da sud-est a nord-ovest. Il secondo fiume per dimensioni, la Saale, è un tributario dell'Elba.

## Storia
Lo stato venne creato poco prima della riunificazione, l'attuale territorio statale faceva parte dell'area di una regione precedente (1947-52) comprendente l'ex Anhalt, l'ex provincia prussiana della Sassonia e alcune piccole exclavi dell'ex Brunswick. 
Lo stato e le sue città più grandi hanno perso popolazione a partire dal 1989, a causa della migrazione verso l'ex Germania Ovest.

## Amministrazione
La Sassonia-Anhalt è divisa in 11 circondari (in tedesco Landkreise) e 3 città extracircondariali (in tedesco kreisfreie Stadt). L'attuale suddivisione è il risultato di due successive riforme amministrative, la prima risalente al 1º luglio 1994 che portò il numero di circondari da 37 a 21 e la successiva, entrata in vigore il 1º luglio 2007, che ha ridotto il numero di circondari a 11. 
I circondari sono:
- Altmark Salzwedel (SAW)
- Anhalt-Bitterfeld (ABI)
- Börde (BK)
- Burgenland (BLK)
- Harz (HZ)
- Jerichower Land (JL)
- Mansfeld-Harz Meridionale (MSH)
- Saale (SK)
- Salzland (SLK)
- Stendal (SDL)
- Wittenberg (WB)

Inoltre ci sono tre città extracircondariali (kreisfreie Städte), che non appartengono ad alcun circondario:
- Dessau-Roßlau
- Halle (Saale)
- Magdeburgo

Fino al 31 dicembre 2003 la Sassonia-Anhalt era inoltre organizzata nei tre distretti governativi:
- Dessau
- Halle
- Magdeburgo

## Società

### Religione
Chiesa evangelica in Germania 15 %, Chiesa cattolica 3,5 %.

## Economia
Come molti altri Länder tedeschi, anche la Sassonia-Anhalt dispone di una solida tradizione industriale. Tuttavia resta famosa per il suo suolo fertile, il "Magdeburger Börde", che rifornisce una fiorente industria agroalimentare, con prodotti come la "Baumkuchen" a Salzwedel (Altmark) e l'"Hallorenkugeln" ad Halle.
L'industria di base più importante della regione è quella chimica, situata in particolare nella città di Bitterfeld-Wolfen. Grazie all'industria chimica, la Sassonia-Anhalt è il Land tedesco-orientale che riceve più investimenti dall'estero.
Nella regione sono situate anche numerose centrali eoliche.

## Lista di Ministri-Presidenti della Sassonia-Anhalt
1. 1945 - 1949: Erhard Hübener
2. 1949 - 1952: Werner Bruschke
3. 1990 - 1991: Gerd Gies (CDU)
4. 1991 - 1993: Werner Münch (CDU)
5. 1993 - 1994: Christoph Bergner (CDU)
6. 1994 - 2002: Reinhard Höppner (SPD)
7. 2002 - 2011: Wolfgang Böhmer (CDU)
8. dal 2011: Reiner Haseloff (CDU)